# باشگاه فوتبال لاوث تاون
باشگاه فوتبال لاوث تاون (به انگلیسی: Louth Town Football Club) یک باشگاه فوتبال در شهر لاوث، کشور انگلستان است که در سال ۲۰۰۷ میلادی تأسیس شده‌است.